# Laurent Gagnebin
Pour les articles homonymes, voir Gagnebin.
Laurent Gagnebin, né le 31 août 1939 à Lausanne, en Suisse, est un philosophe et théologien protestant. C'est une des principales figures du protestantisme libéral francophone.

## Biographie
Laurent Gagnebin de Bons naît le 31 août 1939 à Lausanne, en Suisse romande, du pasteur Charles-Louis Gagnebin et de Suzanne-Jeenny de Bons.
Il fait ses études de théologie à la faculté de théologie de l'Université de Lausanne, avec un semestre d'échange à l'Université de Göttingen. Il obtient une licence en théologie en 1963.
De 1963 à 1981, il est pasteur de l'Église réformée de France à Paris, dans les principales paroisses protestantes libérales. D'abord pasteur suffragant de 1963 à 1966 à l'Oratoire du Louvre, il est ensuite pendant 15 ans pasteur de la paroisse du Foyer de l'Âme. 
En 1976, il obtient une maîtrise de philosophie de l'Université de Dijon, avec un mémoire intitulé « Nicolas Berdiaeff : conception chrétienne et conception marxiste de l'histoire ». En 1986, il obtient à l'Université de Lausanne un doctorat en théologie, avec une thèse consacré à la prédication de Wilfred Monod.
Il est de 1981 à sa retraite en 2002 professeur de théologie pratique et d'apologétique à la faculté de théologie protestante de Paris. Pendant un an en 1995-1996, il reprend un ministère pastoral au temple protestant de l'Oratoire du Louvre. Il siège au Conseil national de l'Église réformée de France, et en 1989, est rapporteur au synode national sur le renouvellement de la liturgie,.
De 1988 à 2003, il est membre du comité de rédaction de Autre temps, revue du mouvement du Christianisme social. Il préside ce mouvement de 2003 à 2010. Il dirige l'hebdomadaire protestant Réforme quelques mois en 2001-2002. Pendant 10 ans, de 2004 à 2014, il est directeur de rédaction du mensuel libéral Évangile et Liberté, dont il préside l'association de 1981 à 1987.
Il est membre du comité d'honneur de l'Amitié judéo-chrétienne de France et de l'Association des amis d'André Gide.

## Ouvrages
- 1961 : André Gide nous interroge, Cahiers de la Renaissance vaudoise, Lausanne
- 1963 : Albert Camus dans sa lumière, Cahiers de la Renaissance Vaudoise, Lausanne
- 1968 : Simone de Beauvoir ou le refus de l'indifférence, Fischbacher
- 1971 : Quel Dieu ?, L'Âge d'homme
- 1972 : Connaître Sartre, Editions Resma-Centurion
- 1978 : Silence de Dieu-Parole humaine, le problème de la démythologisation, L'Âge d'Homme, Lausanne ; collection "Alethina"
- 1987 : Du Golgotha à Guernica: Foi et création artistique, Paris, les Bergers et les mages
- 1987 : Christianisme spirituel et christianisme social, la prédication de Wilfred Monod, Genève, Labor et Fides
- 1992 : Le culte à chœur ouvert, Paris/Genève, Les Bergers et les Mages/Labor et Fides
- 1994 : Nicolas Berdiaeff ou de la destination créatrice de l'homme, L'Âge d'Homme, Lausanne
- 1996 : Pour un christianisme en fêtes, Paris, Église réformée de la Bastille
- 1997 : Le protestantisme, Paris, Flammarion, coll. « Dominos » 122
- 1999 : Albert Schweitzer, Paris, Desclée de Brouwer
- 2005 : Le protestantisme, la foi insoumise, en collaboration avec Raphaël Picon), Paris, Flammarion
- 2006 : Le protestantisme: ce qu'il est, ce qu'il n'est pas (7e éd.), Carrières-sous-Poissy, La Cause
- 2006 : La bénédiction du mariage, collection Edifier et Former, Édition Olivétan
- 2009 :  L'athéisme nous interroge (Beauvoir, Camus, Gide, Sartre), éd. Van Dieren
- 2016 : J'ai peur de la mort,  éd. Van Dieren
- 2018 : Wilfred Monod - Pour un Evangile intégral, Editions Olivetan
- 2024 : "La liberté de la foi", premier de la collection Braises,  éd. Van Dieren